# Camera bassa
La camera bassa è una delle due camere di un parlamento bicamerale; l'altra è detta camera alta.
Si parla di bicameralismo perfetto quando, come in Italia, le due camere hanno gli stessi poteri e funzioni; di bicameralismo imperfetto quando, invece, le due camere hanno poteri differenti una dall'altra. Se il parlamento è costituito da una sola camera, si parla di monocameralismo.

## Caratteristiche generali
A dispetto del nome, che suggerirebbe un'importanza minore rispetto a quella "alta", nei parlamenti di molti paesi del mondo la camera bassa è investita di maggiori poteri anche perché, nei casi in cui una sola delle camere è eletta direttamente dal popolo, questa è proprio la camera bassa. La preminenza della camera bassa si basa solitamente su limitazioni (esplicitamente previste dalla costituzione o implicitamente stabilite per convenzione costituzionale) dei poteri della camera alta, che spesso può solo ritardare l'approvazione di una legge (piuttosto che rifiutarla) o ha meno poteri riguardo all'approvazione del bilancio.
I membri della Camera bassa vengono definiti deputati.
Nel sistema parlamentare, spesso, è solo la camera bassa che intrattiene il rapporto fiduciario con il governo (o il suo capo), instaurandolo con il voto di fiducia (o d'investitura), ove previsto, e facendolo cessare con l'approvazione di una mozione di sfiducia o il voto negativo su una questione di fiducia. Vi sono, comunque, delle eccezioni, come il Governo italiano, che deve avere e conservare la fiducia della Camera dei deputati e il Senato della Repubblica, o il primo ministro del Giappone, che è designato da entrambe le camere della Dieta nazionale anche se poi deve avere la fiducia della sola Camera dei rappresentanti.

## Differenze con la  camera alta
Rispetto alle camere alte, le camere basse hanno tendenzialmente le seguenti caratteristiche:
- dispongono di maggiori poteri, basati sulle restrizioni di quelli della camera alta;
- sono elette direttamente dal corpo elettorale;
- sono composte da più membri;
- le elezioni avvengono più spesso ed ogni elezione riguarda l'intera camera;
- hanno controllo totale o primario sul bilancio e sulle leggi finanziarie;
- nei sistemi presidenziali, hanno l'esclusivo potere di impeachment verso il presidente (mentre la camera alta ha il potere di giudicarlo).

## Denominazioni delle camere basse

### Denominazioni più comuni
- Camera dei deputati / dei rappresentanti / dei comuni / del popolo
- Camera dell'assemblea
- Assemblea legislativa
- Assemblea nazionale (ad es. Bielorussia, Francia, Polonia, Slovenia, )
- Dieta (ad es. Bundestag è traducibile con Dieta federale)

### Denominazioni meno comuni
- Congresso dei deputati - Spagna
- Assemblea di [nome paese] (ad es.: Irlanda)
- Camera delle chiavi (House of Keys) - Isola di Man
- Consiglio nazionale (ad es. Svizzera, Austria)
- Duma - Russia
- Seconda camera (Tweede Kamer) - Paesi Bassi
- Odelsting - Norvegia (fino al 2009 e frazione dello stesso Storting)
- Consiglio Grande e Generale - Repubblica di San Marino